# (Z)-3-Hexenolprimverosid
(Z)-3-Hexenolprimverosid ist ein natürlich vorkommendes Glycosid aus β-D-Primverose und (Z)-3-Hexenol.

## Vorkommen
(Z)-3-Hexenolprimverosid ist neben Benzylprimverosid, Phenethylprimverosid, Linalylprimverosid und Geranylprimverosid Bestandteil des Aromas von Tee. Daneben kommt es auch in dem Hundsgiftgewächs Apocynum venetum vor. Verschiedene Arten der Gattung Alangium aus der Familie der Hartriegelgewächse, darunter Alangium platanifolium und Alangium chinense, enthalten ebenfalls (Z)-3-Hexenolprimverosid.

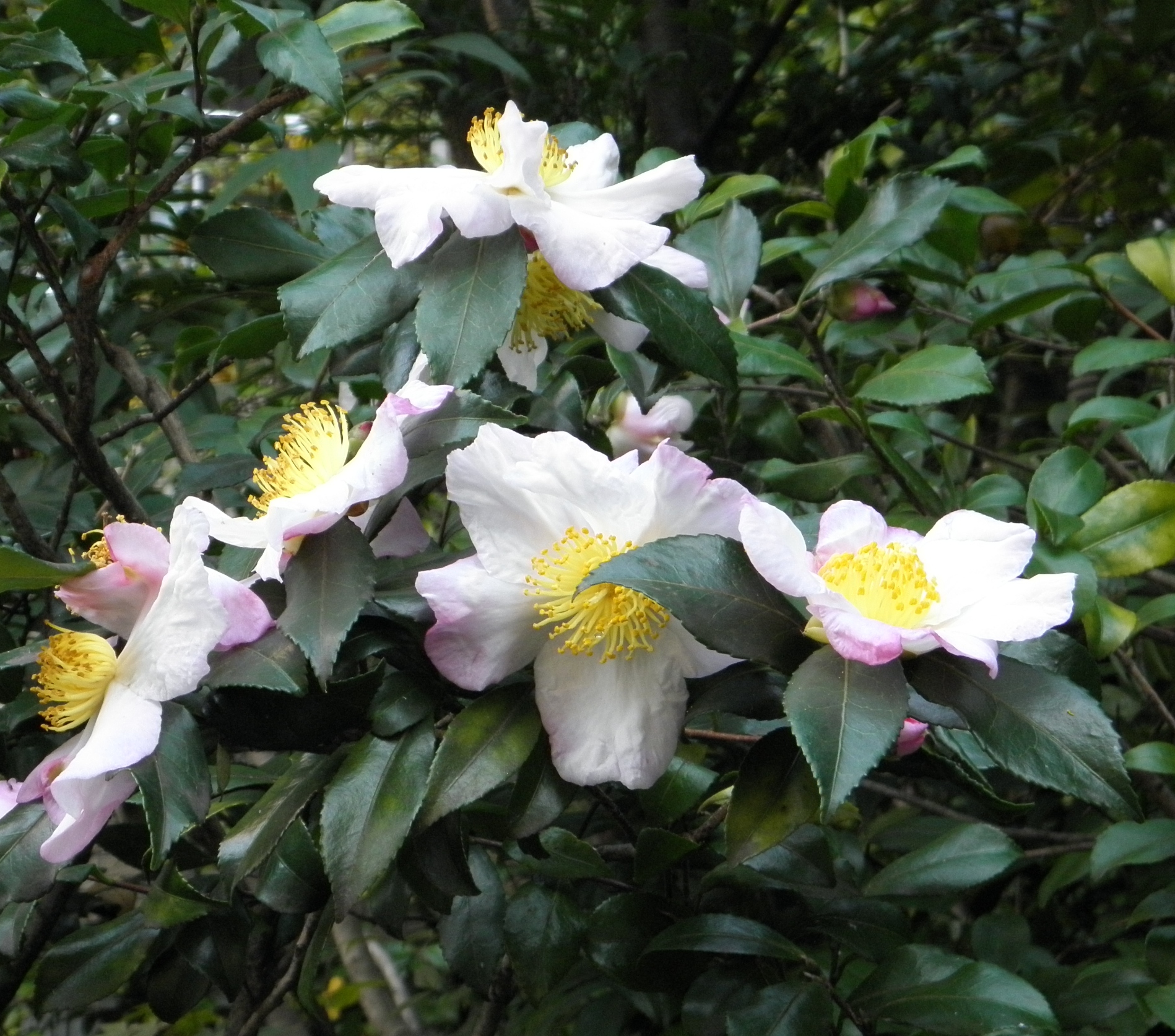
Teepflanze
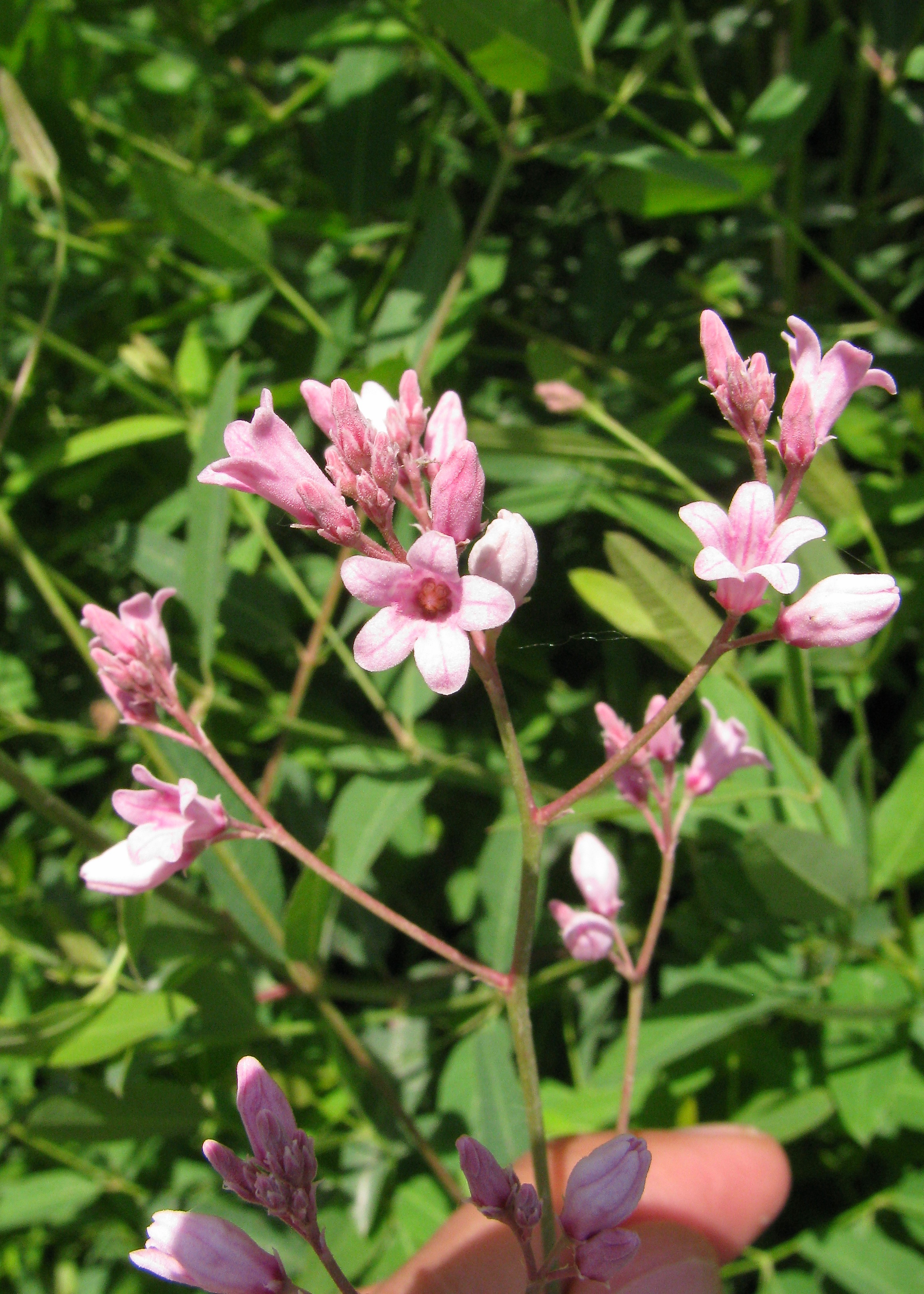
Apocynum venetum
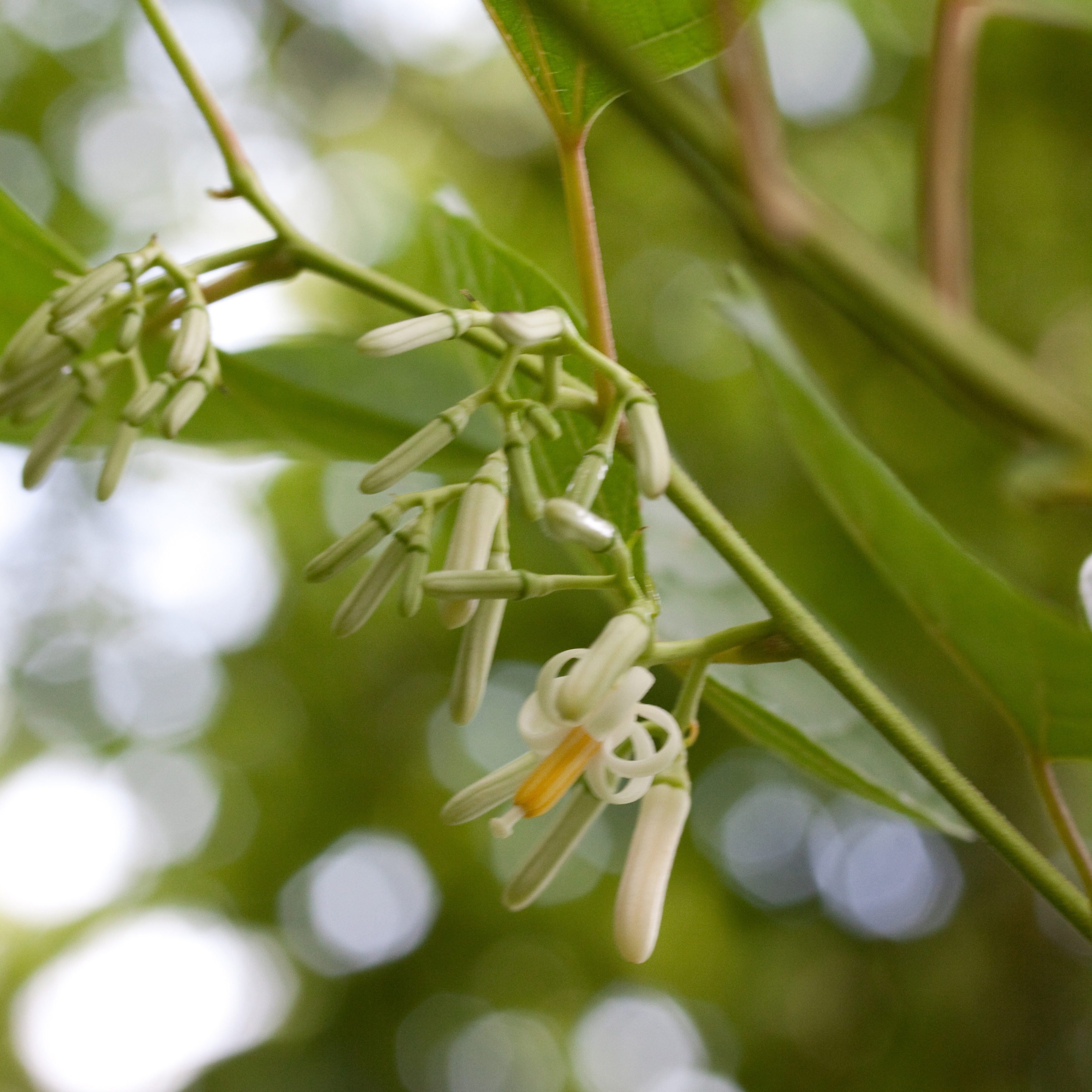
Alangium chinense

## Biosynthese
Die Biosynthese in Teepflanzen wurde untersucht. Dabei findet eine zweistufige Glycosylierung statt, zuerst mit Glucose, dann mit Xylose. Eine Glycosyltransferase bildet Glucoside von verschiedenen Alkoholen (neben (Z)-3-Hexenol auch 2-Phenylethanol, Linalool und Benzylalkohol). Eine zweite kann dann spezifisch diese Glucoside durch Übertragung von Xylose in Primveroside überführen.

## Synthese
Mittels Umglycosylierung des Primverosids von p-Nitrophenol mittels Penicillium multicolor können diverse andere Primveroside, darunter auch (Z)-3-Hexenolprimverosid im Millimol-Maßstab hergestellt werden.